# Phyllolabis lagganensis
Phyllolabis lagganensis là một loài ruồi trong họ Limoniidae. Chúng phân bố ở miền Tân bắc.